# Fletcher Pratt
Murray Fletcher Pratt (* 25. April 1897 in einem Reservat bei Buffalo, New York; † 10. Juni 1956 in Long Branch, New Jersey) war ein US-amerikanischer Schriftsteller und Übersetzer. Pratt, der vor allem für seine historischen Werke bekannt ist, schuf einige Fantasy- und Science-Fiction-Romane, zusammen mit Lyon Sprague de Camp die Harold Shea Geschichten.
Pratt benutzte verschiedene Pseudonyme, unter anderem George W. Fletcher und Irwin Lester.

## Leben
Murray Fletcher Pratt, der das Hobart College nach nur einem Jahr verließ, arbeitete zunächst als Bibliothekar, Preisboxer (Fliegengewicht) und Reporter für den Buffalo Courier Express. Er übersetzte SF-Romane aus dem Deutschen für Amazing Stories, bevor er ab 1929 begann, eigene Geschichten in verschiedenen Pulp-Magazinen zu veröffentlichen.
Im Jahr 1926 heiratete er Inga Stephens, eine Künstlerin, die einige seiner Bücher illustrierte. In den 1940er Jahren etablierte Pratt den Club der Trap Door Spiders, dem unter anderem Lyon Sprague de Camp und Isaac Asimov angehörten. Asimov verewigte den Club in einigen seiner Geschichten, nannte den Club in Black Widowers und gab dem Gründer den Namen Ralph Ottur.
Pratt, der zunächst Kurzgeschichten schrieb und sich als Hobby mit Militärgeschichte befasste, veröffentlichte 1934 sein erstes Buch, The Heroic Years. Dieses Sachbuch handelt von den Napoleonischen Kriegen sowie der Madison Administration in den USA. Pratt, der stets an mehreren Projekten gleichzeitig arbeitete, verfasste weitere Sachbücher, unter anderen ein von der Kritik gelobtes Werk über den amerikanischen Bürgerkrieg, The Civil War. In Zusammenarbeit mit L. Sprague de Camp schrieb er einige Fantasy-Romane und Geschichten, wie die humorvollen Harold Shea Bücher, die zusammengefasst als The Complete Compleat Enchanter im Jahr 1989 erneut aufgelegt wurden. Der im Jahr 1948 erschienene Roman The Well of the Unicorn, ist eine Fortsetzung von Lord Dunsanys Schauspiel King Argimenes and the Unknown Warrior.
Fletcher Pratt verfasste etwa 50 Bücher, sein letztes, The Compact History of the United States Navy, wurde zwei Wochen vor seinem Tod im Jahr 1956 fertiggestellt.

## Bibliografie
Harold Shea / Incomplete Enchanter-Zyklus (mit Lyon Sprague de Camp)
- 1 The Roaring Trumpet (1940)
  - Deutsch: An den Feuern des Nordens. Heyne SF&F #3768, 1981, ISBN 3-453-30669-4.
- 2 The Mathematics of Magic (1940)
  - Deutsch: Die Kunst der Mathemagie. Heyne SF&F #3814, 1981, ISBN 3-453-30716-X.
- The Incomplete Enchanter (modifizierte Fassung von The Roaring Trumpet und The Mathematics of Magic, 1941) 
  - Deutsch: Am Kreuzweg der Welten. Pabel (Utopia Zukunftsroman #529), 1967.
- 3 The Castle of Iron (1941)
  - Deutsch: Die stählerne Festung. Heyne SF&F #3854, 1981, ISBN 3-453-30783-6.
- 4 Wall of Serpents (1953)
  - Deutsch: Im Bann der Mathe-Magie. Ullstein 2000 #74 (3068), 1974, ISBN 3-548-03068-8.
- 5 The Green Magician (1954)
  - Deutsch: Die Mauer der Schlangen & Der grüne Magier. Heyne SF&F #3881, 1982, ISBN 3-453-30768-2.
- The Compleat Enchanter (Sammelausgabe von 1–3, 1975)
- The Intrepid Enchanter: The Complete Magical Misadventures of Harold Shea (Sammelausgabe von 1–5, 1988, auch als The Complete Compleat Enchanter, 1989, und The Compleat Enchanter, 2000) 
  - Deutsch: Mathemagie. Heyne SF&F #4532, 1988, ISBN 3-453-02790-6 (die ersten 5 Harold-Shea-Romane in einem Band).
- Sir Harold and the Gnome King (Kurzgeschichte, 1991)
- mit Christopher Stasheff: The Enchanter Reborn (Anthologie, 1992)
- mit Christopher Stasheff: The Exotic Enchanter (Anthologie, 1995)

Romane
- The Land of Unreason (1942, mit L. Sprague de Camp)
- The Carnelian Cube (1948, mit L. Sprague de Camp)
  - Deutsch: Die beste aller Welten. Pabel (Utopia Classics #7), 1979.
- The Well of the Unicorn (1948, auch als George U. Fletcher)
  - Deutsch: Die Einhornquelle. Übersetzt von Joachim Pente. Heyne SF&F #3671, 1979, ISBN 3-453-30588-4.
- Double Jeopardy (1952)
  - Deutsch: Mann aus der Maschine. Pabel (Utopia Zukunftsroman #358), 1962.
- The Blue Star (1952)
  - Deutsch: Der blaue Stern. Heyne SF&F #3570, 1977, ISBN 3-453-30465-9.
- The Undying Fire (1953)
- Invaders from Rigel (1960, auch als Onslaught from Rigel)
  - Deutsch: Komet der Verwandlung. Ullstein (Ullstein 2000 #110 (3213)), 1976, ISBN 3-548-03213-3.
- Alien Planet (1962)

Sammlungen
- Double in Space (1951, US-Fassung, enthält Project Excelsior und  The Wanderer’s Return )
- Tales from Gavagan’s Bar (1953, mit L. Sprague de Camp)
  - Deutsch: Geschichten aus Gavagans Bar. Heyne SF&F #3887, 1982, ISBN 3-453-30810-7.
- Double in Space (1954, UK-Fassung, enthält Project Excelsior und The Conditioned Captain)

Kurzgeschichten
- The Octopus Cycle (1928, mit Irvin Lester)
- The Great Steel Panic (1928, mit Irvin Lester)
- The Roger Bacon Formula (1929, mit Irvin Lester)
- The Reign of the Ray (1929, mit Irvin Lester)
- Danger (1929, mit Irvin Lester)
- The Mad Destroyer (1930)
- The City of the Living Dead (1930, mit Laurence Manning)
- The Pineal Stimulato (1930, mit Inga Stephens Pratt)
- The War of the Giants (1931)
- A Voice Across the Years (1932, mit Inga Stephens Pratt)
- The Pellucid Horror (1933, als B. F. Ruby)
- Dr. Grimshaw’s Sanitarium (1934)
- The Thing in the Woods (1935, mit B. F. Ruby)
- Expedition to Pluto (1939, mit Laurence Manning)
- Pardon My Mistake (1946)
- The Seed from Space (1951)
- Ultimate Purpose (1951, mit Walter Kubilius)
- Asylum Satellite (1951, auch als Project Excelsior)
- The Wanderer’s Return (1951)
- A Violation of Rules (1952)
- Solution Vital (1952, mit Walter Kubilius)
- Double Jeopardy (1952)
- The Square Cube Law (1952)
- Official Record (1952)
- Second Chance (1952, mit Walter Kubilius)
- The Long View (1952)
- Hormones (1953)
- Potemkin Village (1953)
- The Conditioned Captain (1953)
  - Deutsch: Der verdächtige Raumschiffkommandant. Pabel (Utopia Zukunftsroman #296) 1961.
- Capital Expenditure (1953)
  - Deutsch: Nichts ist umsonst. In: Günter M. Schelwokat (Hrsg.): 11 Hexen-Stories. Heyne-Anthologien #37, 1973.
- The Spiral of the Ages (1954)

Sachliteratur
- The Heroic Years: Fourteen Years of the Republic 1801–1815 (1934)
- The Cunning Mulatto and Other Cases of Ellis Parker, American Detective (1935, auch als Detective No. 1, 1936)
- Ordeal by Fire: An Informal History of the Civil War (1935, auch als A Short History of the Civil War)
- Hail, Caesar! (1936)
- The Navy: A History (1938)
- Road to Empire: The Life and Times of Bonaparte the General (1939)
- Sea Power and Today’s War (1939;0)
- Secret and Urgent: The Story of Codes and Ciphers (1939)
- Fletcher Pratt’s Naval War Game (1940)
- Fighting Ships of the U.S. Navy (1941, mit Jack Coggins)
- America and Total War (1941)
- The U.S. Army (1942)
- What the Citizen Should Know about Modern War (1942)
- The Navy Has Wings (1943)
- My Life to the Destroyers (1944, mit L. A. Abercrombie)
- The Navy’s War (1944)
  - Deutsch: Amerikas Flotte im Kriege. Overseas Editions, New York 1944.
- A Short History of the Army and Navy (1944)
- Fleet Against Japan (1946)
- Empire of the Sea (1946)
- Night Work: The Story of Task Force 39 (1946)
- A Man and His Meals (1947, mit Robeson Bailey)
- The Empire and Glory: Napoleon Bonaparte 1800–1806 (1948)
- The Marines’ War (1948)
- Eleven Generals: Studies in American Command (1949)
- The Third King (1950)
- War for the World: A Chronicle of Our Fighting Forces in World War II (1950)
- Prebble’s Boys: Commodore Prebble and the Birth of American Sea Power (1950)
- Rockets, Jets, Guided Missiles, and Space Ships (1951, mit Jack Coggins)
  - Deutsch: Raketen : Von der Rakete zum Raumschiff. Übersetzt von Heinz Gartmann. Mit einem Vorwort von Willy Ley. Blüchert, Stuttgart 1954.
- The Monitor and the Merrimac (1951)
- By Space Ship to the Moon (1952, Jugendbuch, mit Jack Coggins)
  - Deutsch: Weltraumflug zum Mond. Blüchert, Stuttgart 1954.
- Stanton, Lincoln’s Secretary of War (1953)
- All about Rockets and Jets (1955)
- The Civil War (1955)
- Famous Inventors and Their Inventions (1955)
- The Battles that Changed History (1956)
  - Deutsch: Schlachten, die Geschichte machten : Von Issus bis zu den Midways. Übersetzt von Rüdiger von Borcke und Anja Frohneberg. Econ, Düsseldorf 1965.
- Civil War on Western Waters (1956)
- The Compact History of the United States Navy (1957)